# Perpendicolarità

Il segmento AB è perpendicolare al segmento CD, perché i due angoli che si vengono a creare (indicati in arancione e blu) sono uguali (e quindi, per definizione di grado, pari a 90°).

La perpendicolarità è un concetto geometrico che indica la presenza di un angolo retto tra due entità geometriche. Queste possono essere ad esempio due rette in un piano, oppure una retta ed un piano o due piani incidenti nello spazio.

## Perpendicolarità tra rette nel piano e nello spazio
Il significato fondamentale del termine si riferisce alla posizione di due linee rette.
Nel piano due rette si dicono perpendicolari, o equivalentemente ortogonali, se si incontrano formando angoli uguali (che si dicono retti). Due segmenti si dicono perpendicolari se tali sono le rette cui essi appartengono. Nel caso di rette nello spazio, si osservi che se esse sono incidenti esiste un piano (unico) che le contiene entrambe, e quindi si può applicare la definizione precedente considerando gli angoli da esse formati proprio su questo piano. 
Molti teoremi geometrici e trigonometrici riguardano proprietà strettamente collegate alla perpendicolarità.
In un sistema di coordinate cartesiane ortogonali gli assi di riferimento (in tre dimensioni gli assi x, y e z) sono mutuamente perpendicolari. Ogni triangolo rettangolo è definito da due segmenti perpendicolari, i suoi cateti: i cateti di triangoli rettangoli servono a definire le funzioni angolari che sono alla base della trigonometria.

## Perpendicolarità nel piano cartesiano
Una retta nel piano cartesiano può essere descritta in vari modi, e per ciascuno di questi esistono delle condizioni per determinare se due rette sono perpendicolari. Ad esempio, due rette descritte nella forma
{\displaystyle y=mx+q}
{\displaystyle y=m'x+q'}
sono perpendicolari se e solo se
{\displaystyle m\cdot m'=-1}

## Perpendicolarità tra retta e piano
Avendo definito la perpendicolarità fra rette, è facile estendere la definizione ai piani. In particolare, una retta ed un piano incidenti si dicono perpendicolari se la retta è perpendicolare a qualsiasi retta del piano passante per il punto in comune con la retta data.
Affinché la suddetta condizione sia soddisfatta, è sufficiente che la retta data sia perpendicolare a due di queste.
La perpendicolare a tutte le rette appartenenti ad un piano si dice normale al piano.

## Perpendicolarità tra piani diversi
Due piani nello spazio si dicono perpendicolari se esiste una retta in uno dei due piani perpendicolare all'altro piano.

## Perpendicolarità per curve e superfici
La nozione di perpendicolarità fra rette e piani può essere estesa a linee e superfici curve, purché per esse siano definiti rette e piani tangenti. In questo caso, ogni punto su una curva planare o superficie ha un vettore perpendicolare, detto normale alla curva o normale alla superficie, che è quello passante per il punto e perpendicolare alla retta o al piano tangenti. Due curve o due superfici si dicono perpendicolari se tali sono le normali in un determinato punto.
La motivazione intuitiva di questa definizione è che, se consideriamo curve e superfici sufficientemente "regolari", esse ci appaiono tanto più simili a una retta o a un piano quanto più le "ingrandiamo", e quindi possiamo approssimarle localmente con questi due enti. La retta tangente in un punto a una curva, ad esempio, è proprio quella retta che approssima meglio, nelle vicinanze di quel punto, la curva stessa.